# Amt Wiesbaden

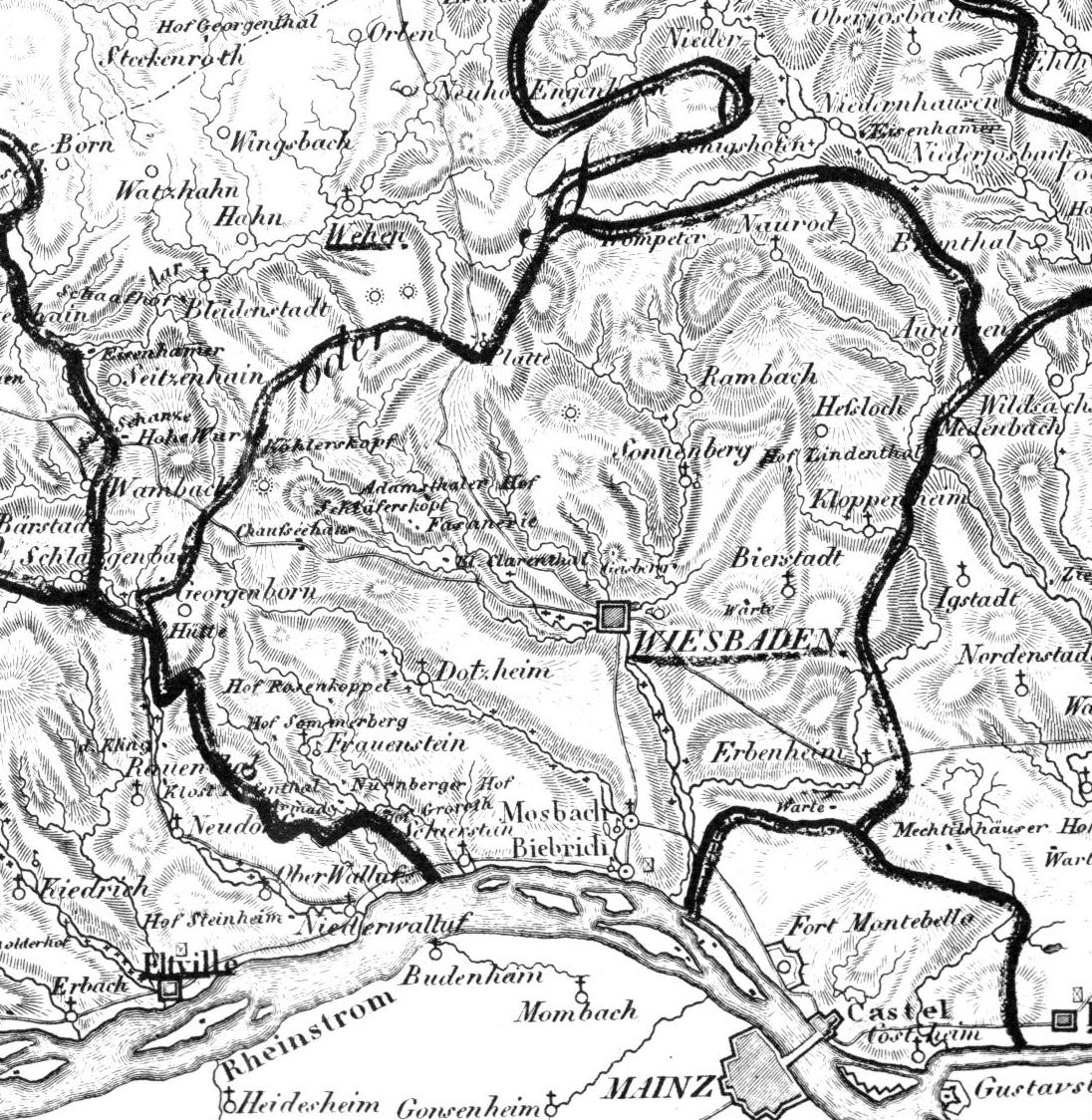
Karte des Amtes Wiesbaden 1828

Das Amt Wiesbaden (1849–1854: Kreisamt Wiesbaden, ab 1854: Verwaltungsamt Wiesbaden) mit Sitz in Wiesbaden war eines von 28 Ämtern im Herzogtum Nassau, das am 1. Juli 1816 im Rahmen einer Neuorganisation der nassauischen Verwaltung neu gebildet wurde. An der Spitze des Amtes stand als örtlicher Statthalter des Herzogs ein Amtmann.

## Geschichte

### Nassau-Usingen
In Nassau-Usingen wurde das Amt zuletzt als Oberamt Wiesbaden oder Herrschaft Wiesbaden bezeichnet.

### Herzogtum Nassau
Zum Amt Wiesbaden gehörten die ehemals Nassau-Usingenschen Orte Wiesbaden, Sonnenberg, Rambach, Nauroth, Auringen, Hessloch, Kloppenheim, Bierstadt, Erbenheim, Mosbach, Biebrich, Schierstein, Dotzheim, Clarenthal, Georgenborn sowie der ehemals Mainzische Ort Frauenstein. Das Amt hatte im Jahre 1864 38.155 Einwohner. Damit gehörten 15 Gemeinde-Bezirke, darunter eine Stadt, ein Flecken, 13 Dörfer und 47 Höfe und Mühlen zum Amt. 1820 wohnten im Amt 3.353 Familien oder 13.497 Einwohner. Davon waren 11.546 evangelisch, 1.564 katholisch, 12 Mennoniten und 374 Juden.
Ab 1831 nahm das Amt auch die Funktion eines Rheinzollgerichtes wahr.
Im Jahr 1836 wurde das Amt Wiesbaden wie folgt beschrieben:

„Das Amt Wiesbaden. Von den 55.727 Morgen des Amtes Wiesbaden nehmen die Gebäudestellen 282, die Gärten 269, das Ackerland 26.412, die Wiesen 5.512, die Weinberge 506, die Weiher 5, die Waldungen 21.137, das Dreschland und die Waideplätze 501 und die nicht besteuerten Liegenschaften 1.103 Morgen ein. In den 2.272 Wohnhäusern leben in 4.319 Familien 18.922 Menschen, von welchen 15.276 Evangelische, 3.140 Katholiken, 25 Mennoniten und 481 Juden sind.
   Wiesbaden, früher Wisibadun, unter 25° 54' 20" Länge und 50° 5' Breite, eine Meile nordwärts von Mainz, etwas über 1⁄2 Meile rechts vom Reine, in einer Vertiefung am südlichen Hange des Taunus, alte Stadt mit 24 Straßen, von denen die meisten krumm und winklig sind, mit etwa 600 Häusern, von welchen die meisten altmodisch, die in den letzten Jahrzehnten gebaueten zum Theil groß und hübsch sind. Von dem alten Schlosse sind nur noch wenige Ueberbleibsel vorhanden, das neue Schloß ist in gutem Stande. Der große schöne Gasthof zu den vier Jahreszeiten und der große schöne Kursaal sind die schönsten Gebäude der Stadt. Die größte Merkwürdigkeit Wiesbadens sind die 14 warmen und 2 kalten Mineralquellen. Die heißeste Quelle, der Kochbrunnen genannt, hat eine Wärme von 52 Grad. Ohne das öffentliche bürgerliche Bad und das Hospital sind 24 Badhäuser hier. Zwei davon (das Rebhuhn und der halbe Mond) sind bloß für jüdische Kurgäste. Wiesbaden hat Mangel an Trinkwasser, da alle gegrabenen Brunnen der Stadt salzig sind.
   Biebrich und Mosbach, 1⁄2 Meile südlich von Wiesbaden, rechts am Reine, hübsch gelegener Flecken mit dem herzoglichen Residenzschlosse, etwa 400 Häusern und 2.830 Einwohnern. Von den beiden Schlössern ist das eine, welches die Burg genannt wird, im Stile der Ritterburgen gebaut.
   Bierstadt, 3⁄8 Meilen östlich von Wiesbaden, Dorf mit 850 Einwohnern.
   Dotzheim, 1⁄2 Meile westlich von Wiesbaden, Dorf mit 1.000 Einwohnern.
   Erbenheim, Dorf mit 680 Einwohnern.
   Frauenstein, 3⁄4 Meilen westsüdwestlich von Wiesbaden, Dorf mit 750 Einwohnern.
   Schierstein, 5⁄8 Meilen südwestlich von Wiesbaden, fast 1⁄2 Meile westlich von Biebrich, rechts am Reine, Dorf mit 1.130 Einwohnern.
   Sonnenberg, 1⁄4 Meile nordostwärts von Wiesbaden, Dorf mit Schloßtrümmern und 830 Einwohnern.“

Nach der Märzrevolution 1848 wurde die Verwaltung neu geordnet. Mit Gesetz vom 4. April 1849 wurden in Nassau Verwaltung und Rechtsprechung auf unterer Ebene getrennt. Die Reform trat zum 1. Juli 1849 in Kraft. Für die Verwaltung wurden zehn Kreisämter gebildet, die Ämter als Justizämter (also Gerichte der ersten Instanz) weitergeführt.
Das Kreisamt Wiesbaden wurde aus den bisherigen Amt Wiesbaden gebildet und war für die Verwaltungsaufgaben zuständig. Die Rechtsprechung in der untersten Instanz verblieb in den Ämtern, die nun Justizämter genannt wurden. An der Spitze des Kreisamtes stand ein Kreisamtmann (das war die Bezeichnung des Landrats) mit einem Kreissekretär als Vertreter. In Wiesbaden wurde Theodor Ferger zum Kreisamtmann ernannt. Neben dem ernannten Kreisamtmann wurde erstmals ein gewählter Kreisbezirksrat eingerichtet.
Die Frage des Kreisamtsitzes war in der Landtagsdebatte über die Einführung der Kreisämter umstritten. Der Wiesbadener Abgeordnete Ludwig Creutz beantragte, dass nicht Wiesbaden, sondern Biebrich Kreisamtssitz werden sollte. In der zweiten Lesung in der Ständeversammlung stimmte eine breite Mehrheit für Wiesbaden und lediglich 8 Abgeordnete für Biebrich.
Die Reform wurde jedoch bereits am 1. Oktober 1854 wieder rückgängig gemacht, die Kreise wieder abgeschafft und die vorigen Ämter wiederhergestellt.
In Wiesbaden bestand die Besonderheit, dass die Trennung von Verwaltung und Justiz im Gegensatz zu den anderen Ämtern aufrechterhalten wurde. So bestand bis 1886 das Verwaltungsamt Wiesbaden und bis 1866 das Justizamt Wiesbaden.

### Preußen
Das Verwaltungsamt Wiesbaden wurde nach der preußischen Annexion des Herzogtums bei der Gliederung der neuen Provinz Hessen-Nassau in Landkreise am 22. Februar 1867 Teil des Mainkreises.
Aber auch nach der Kreisgründung bleibt die bisherige Amtsstruktur erhalten. Die Königliche Verordnung vom 22. Februar 1867 regelte, dass „die Amtsbezirke als engere Verwaltungsbezirke in ihrer bisherigen Begrenzung bestehen“ bleiben. Die ehemaligen Ämter bilden die drei Bezirke des Kreises. Gemäß § 13 der Kreisverfassung entsendeten die Bezirke also die ehemaligen Ämter jeweils sechs Vertreter in den neuen Kreistag. Der Amtmann hatte die Aufsicht über die Ortspolizei und Organ des Landrates.
Mit der Verwaltungsreform von 1885/1886 wurden die Ämter endgültig aufgelöst.

## Amtmänner
Amt Wiesbaden
- 1816–1819: Emil Ludwig Reinhard Bergmann
- 1819–1821: Peter Grüsing
- 1821–1828: Georg Ludwig Forst
- 1828–1832: Johann Heinrich Roth
- 1832–1837: Heinrich von Graß
- 1837–1841: Christian Ludwig Wen(c)kenbach
- 1841–1849: Wilhelm Winter

Verwaltungsamt Wiesbaden (bis 1886)
- 1854–1864: Theodor Ferger
- 1864–1866: Carl Busch
- 1866–1870: Friedrich Raht
- 1870–1886: Vom Landrat des Landkreises Wiesbaden „einstweilen mitverwaltet“

Justizamt Wiesbaden (bis 1866)
- 1854–1864: Ludwig Dübell
- 1864–1866: Wilhelm Friedrich Christian Jeckeln